# 喬丹·費里
喬丹·費里（法語：Jordan Ferri；1992年3月12日—）是一位法國足球運動員。在場上的位置是中場。他現在效力於法國足球甲級聯賽球隊蒙彼利埃。他首次代表球隊出場是在2012年歐聯杯比賽時。